# Adolpho Lutz
Pour les articles homonymes, voir Lutz.
Adolpho Lutz est un médecin et un naturaliste brésilien, né le 18 décembre 1855 à Rio de Janeiro et mort le 6 octobre 1940 dans cette même ville.

## Biographie
Sa famille est d’origine suisse. Il s’intéresse très tôt à l’histoire naturelle mais décide, pour des raisons pratiques, d’étudier à la médecine. Il part faire ses études à Berne et dans d’autres universités européennes. Diplômé en 1880 à Berne, il revient au Brésil en 1881 et commence à exercer dans la petite ville de Limeira, dans l’État de São Paulo.
En 1887, il part à Hambourg, travailler avec Paul Gerson Unna (1850-1929), spécialisé sur les maladies tropicales. Sa renommée grandissante, il part à Hawaï pour y étudier la lèpre et diriger le Kalihi Hospital de 1889 à 1892. Il travaille quelque temps en Californie et revient à São Paulo où il reçoit la direction de l’Institut bactériologique (qui sera, plus tard, baptisé en son honneur Institut Adolfo Lutz).
La ville de Santos est alors frappée par une épidémie de peste bubonique. Lutz part alors la combattre, assisté par deux jeunes médecins, Vital Brazil (1865-1950) et Emílio Ribas (1862-1925), qui joueront un rôle considérable dans l’histoire de la médecine brésilienne. Brazil et Lutz deviennent de proches amis. Lutz soutiendra Brazil dans ses premières recherches sur les morsures de serpents qui conduiront à la création du premier centre de recherche consacré uniquement à ce sujet, l’Institut Butantan.
Lutz est le premier chercheur sud-américain qui s’intéresse à l’étude de la fièvre jaune et aux mécanismes de sa transmission. Il étudie notamment le rôle joué par Aedes aegypti comme réserve naturelle et vecteur de la maladie, rôle découvert quelques années plus tôt par le médecin américain Walter Reed (1851-1902). Lutz identification également la forme sud-américaine de la blastomycose.
Lutz tente de prévenir diverses maladies (comme le choléra, la variole, la fièvre typhoïde, le paludisme, les ankylostomiases, les schistosomiases et les leishmanioses dont la transmission est facilitée par la misère ou l’ignorance concernant leur mode de transmission.
Après son départ à la retraite en 1908, il travaille pour l’Institut Oswaldo-Cruz. Dans le domaine zoologique, il fait paraître plusieurs articles sur les serpents (de 1922- 1923) et sur les grenouilles (de 1924 à 1939). Il s’intéressera toute sa vie au grenouilles bien qu’il soit l’auteur que de peu nombreuses publications. Il cosigne les dernières qui paraissent avec sa fille, Bertha Lutz (1894-1976), zoologiste, féministe et femme politique. Celle-ci continuera ses recherches herpétologiques après sa mort. Son fils, Gualter Adolpho Lutz (1903-1969), est professeur de médecine à Rio de Janeiro et photographe naturaliste.

## Quelques taxons décrits
- Ameerega flavopicta (Lutz, 1925)
- Aplastodiscus Lutz, 1950
- Aplastodiscus albofrenatus (Lutz, 1924)
- Aplastodiscus perviridis Lutz, 1950
- Bokermannohyla clepsydra (Lutz, 1925)
- Crossodactylus dispar Lutz, 1925
- Cycloramphus granulosus Lutz, 1929
- Dendropsophus anceps (Lutz, 1929)
- Dendropsophus decipiens (Lutz, 1925)
- Hypsiboas semiguttatus (Lutz, 1925)
- Ischnocnema nasuta (Lutz, 1925)
- Ischnocnema nigriventris (Lutz, 1925)
- Leptodactylus flavopictus Lutz, 1926
- Leptodactylus natalensis Lutz, 1930
- Leptodactylus ochraceus Lutz, 1930
- Leptodactylus troglodytes Lutz, 1926
- Leptodactylus vastus Lutz, 1930
- Phasmahyla guttata (Lutz, 1924)
- Phrynomedusa appendiculata (Lutz, 1925)
- Phyllomedusa bahiana Lutz, 1925
- Physalaemus maculiventris (Lutz, 1925)
- Pristimantis incertus (Lutz, 1927)
- Pseudis bolbodactyla Lutz, 1925
- Rhinella henseli (Lutz, 1934)
- Rhinella rubescens (Lutz, 1925)
- Scinax crospedospilus (Lutz, 1925)
- Scinax cuspidatus (Lutz, 1925)
- Scinax fuscomarginatus (Lutz, 1925)
- Scinax fuscovarius (Lutz, 1925)
- Scinax perpusillus (Lutz & Lutz, 1939)
- Scinax squalirostris (Lutz, 1925)
- Scinax trapicheiroi (A. Lutz & B. Lutz, 1954)
- Vitreorana eurygnatha (Lutz, 1925)

## Sources
- Traduction de l'article de langue anglaise de Wikipédia (version du 26 septembre 2006).
- Kraig Adler (1989). Contributions to the History of Herpetology, Society for the study of amphibians and reptiles : 202 p.  (ISBN 978-0-916984-19-9)

Lutz ,  A. Lutz sont les abréviations habituelles de Adolpho Lutz en zoologie.

Consulter la liste des abréviations d'auteur en zoologie ou la liste des taxons zoologiques assignés à cet auteur par ZooBank